# نشان رز سفید فنلاند

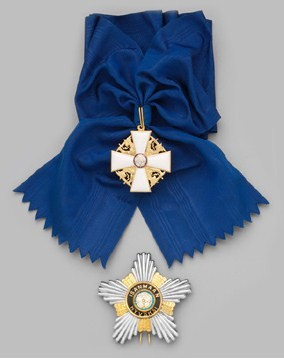
صلیب بزرگ رز سفید فنلاند

نشان رز سفید فنلاند (فنلاندی: Suomen Valkoisen Ruusun ritarikunta؛ سوئدی: Finlands Vita Ros' orden) همراه با نشان صلیب آزادی و نشان شیر فنلاند سه نشان رسمی افتخار در فنلاند است. این نشان هم به افراد نظامی و هم افراد غیرنظامی قابل اعطااست.

## پیشینه
نشان رز سفید فنلاند توسط فیلد مارشال کارل گوستاو امیل مانرهیم در ۲۸ ژانویه ۱۹۱۹ تأسیس شد. این نام از ۹ گل رز در نشان ملی فنلاند گرفته شده‌است. قوانین و مقررات این دستور در ۱۶ مه ۱۹۱۹ تأیید شد و قوانین فعلی آن از ۱ ژوئن ۱۹۴۰ به آن اضافه گردید. به مانند نشان صلیب آزادی این نشان نیز توسط آکسلی گالن-کاللا طراحی شده‌است.

## درجه‌ها

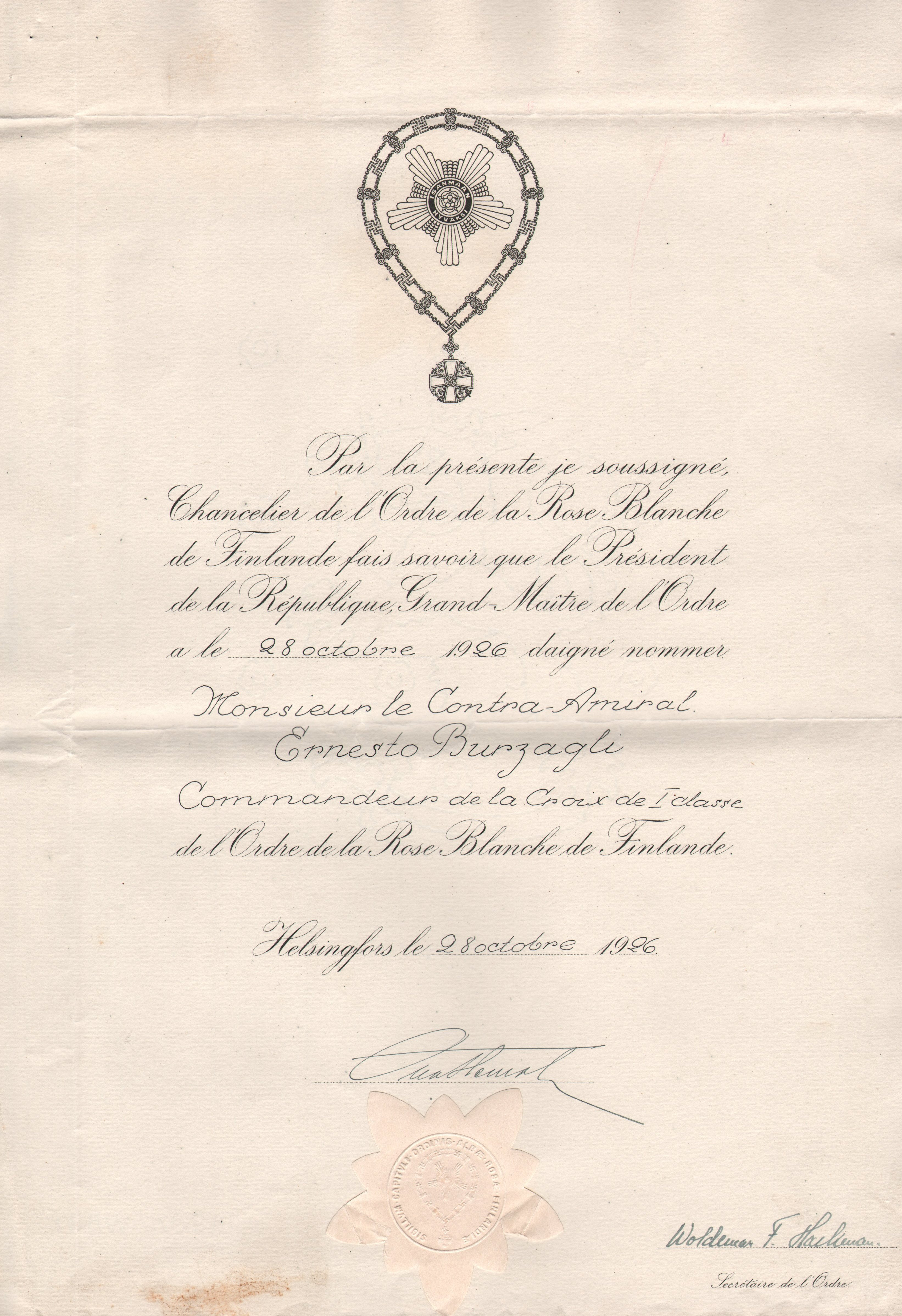
حکم نشان رز سفید فنلاند که به دریافت‌کنندگان به همراه نشان اعطا می‌شود.

نشان رز سفید فنلاند در ۱۰ درجه رده‌بندی شده‌است:
- نشان رز سفید فنلاند صلیب بزرگ به همراه گردن آویز
- نشان رز سفید فنلاند صلیب بزرگ
- نشان رز سفید فنلاند فرمانده درجه یک
- نشان رز سفید فنلاند فرمانده
- نشان رز سفید فنلاند شوالیه درجه یک
- نشان رز سفید فنلاند شوالیه
- نشان رز سفید فنلاند شایستگی
- نشان رز سفید فنلاند مدال درجه یک با صلیب طلایی
- نشان رز سفید فنلاند مدال درجه یک
- نشان رز سفید فنلاند مدال